# F.C. Bruno’s Magpies
F.C. Bruno’s Magpies (ang. Football Club Bruno’s Magpies lub FCB Magpies) – gibraltarski klub piłkarski, mający siedzibę w mieście Gibraltar, stolicy kraju. Obecnie występuje w Gibraltar National League.

## Historia
Chronologia nazw:
- 2013: F.C. Bruno’s Magpies

Klub piłkarski Bruno’s Magpies został założony w miejscowości Gibraltar w 2013 roku przez grupę przyjaciół, którzy spotykali się i pili w Bruno’s Bar & Restaurant. W pierwszych dwóch sezonach zespół występował w Second Division (D2), zajmując miejsca w środku tabeli. W sezonie 2015/16 po uzyskaniu sponsora Chestertons, firmę zajmującą się obrotem nieruchomościami, klub zajął czwarte miejsce ligowe. W następnym sezonie 2016/17 po zajęciu drugiego miejsca w tabeli, jednak przegrał w barażach o awans. W sierpniu 2017 klub ogłosił o nowym sponsorze GVC Holdings. W sezonie 2017/18 spadł na trzecią lokatę. Dopiero w sezonie 2018/19 zwyciężył w lidze i zdobył historyczny awans do Gibraltar National League.

## Barwy klubowe, strój
| Czarny | Biały |

Klub ma barwy czarno-białe. Zawodnicy domowe spotkania zazwyczaj grają w białych koszulkach, czarnych spodenkach oraz białych getrach.

## Sukcesy

### Trofea krajowe
| \| \| Zdobyte trofea w rozgrywkach Gibraltaru (stan na: 29-03-2025) \| |                                                               |      |                  |
| Rozgrywki                                                              | Osiągnięcie                                                   | Razy | Sezon(y)         |
| · Mistrzostwo                                                          | I miejsce                                                     | 0    |                  |
| · Mistrzostwo                                                          | II miejsce                                                    | 0    |                  |
| · Mistrzostwo                                                          | III miejsce                                                   | 2    | 2022/23, 2023/24 |
| Puchar                                                                 | zdobywca                                                      | 2    | 2022/23, 2024/25 |
| Puchar                                                                 | finalista                                                     | 1    | 2021/22          |
| II liga                                                                | I miejsce                                                     | 1    | 2018/19          |
| II liga                                                                | II miejsce                                                    | 1    | 2016/17          |
| II liga                                                                | III miejsce                                                   | 1    | 2017/18          |
| Gibraltar                                                              | Zdobyte trofea w rozgrywkach Gibraltaru (stan na: 29-03-2025) |      |                  |

- Gibraltar Division 2 Cup:
  - zdobywca (1x): 2018/19

## Poszczególne sezony

### Rozgrywki krajowe
| \| Gibraltar \| Bilans występów klubu w rozgrywkach piłkarskich Gibraltaru (Stan na 31 maja 2019 r.) \| \| |                                                                                      |        |       |   |   |   |    |    |     |           |        |        |      |
| Poziom | Rozgrywki                                                                            | Sezony | Mecze | Z | R | P | B+ | B– | Pkt | Lata      | Awanse | Spadki | Naj. |
| I | National League                                                                      | 0      |       |   |   |   |    |    |     | od 2019   | 0      | 0      | ?    |
| II | Second Division                                                                      | 6      |       |   |   |   |    |    |     | 2013–2019 | 1      | 0      | 1    |
| | Puchar                                                                               |        |       |   |   |   |    |    |     | od 2013   |        |        | 1/4  |
| Gibraltar                                                                                                  | Bilans występów klubu w rozgrywkach piłkarskich Gibraltaru (Stan na 31 maja 2019 r.) |        |       |   |   |   |    |    |     |           |        |        |      |

## Struktura klubu

### Stadion
Klub piłkarski rozgrywa swoje mecze domowe na Victoria Stadium w Gibraltarze, który może pomieścić 2 249 widzów.

### Inne sekcje
Klub prowadzi drużyny dla dzieci i młodzieży w każdym wieku.

### Sponsorzy
- GVC Holdings.

## Kibice i rywalizacja z innymi klubami

### Rywalizacja
Największymi rywalami klubu są inne zespoły z miasta.

### Derby
- Europa Point F.C.
- Manchester 62 F.C.
- College 1975 F.C.

## Europejskie puchary
Legenda do wszystkich tabel:
- Q – runda eliminacyjna, 1/16, 1/8, 1/4, 1/2 – odpowiednia faza rozgrywek, Grupa – runda grupowa, 1r gr – pierwsza runda grupowa, 2r gr – druga runda grupowa, F – finał, R – runda, PO – play-off
- k. – rzuty karne, los. – losowanie, Dogr. – dogrywka, w. – zasada bramek strzelonych na wyjeździe

| Sezon   | Rozgrywki               | Runda | Klub                | Dom | Wyjazd | Ogólnie    |
| ------- | ----------------------- | ----- | ------------------- | --- | ------ | ---------- |
| 2022/23 | Liga Konferencji Europy | 1Q    | Crusaders           | 2–1 | 1–3    | 3–4        |
| 2023/24 | Liga Konferencji Europy | 1Q    | Dundalk             | 0–0 | 1–3    | 1–3        |
| 2024/25 | Liga Konferencji        | 1Q    | Derry City          | 2–0 | 1–2    | 3–2, Dogr. |
| 2024/25 | Liga Konferencji        | 2Q    | FC Kopenhaga        | 0–3 | 1–5    | 1–8        |
| 2025/26 | Liga Konferencji        | 1Q    | Paide Linnameeskond | 2–3 | 1–4    | 3–7        |